# آلبرت هونمان

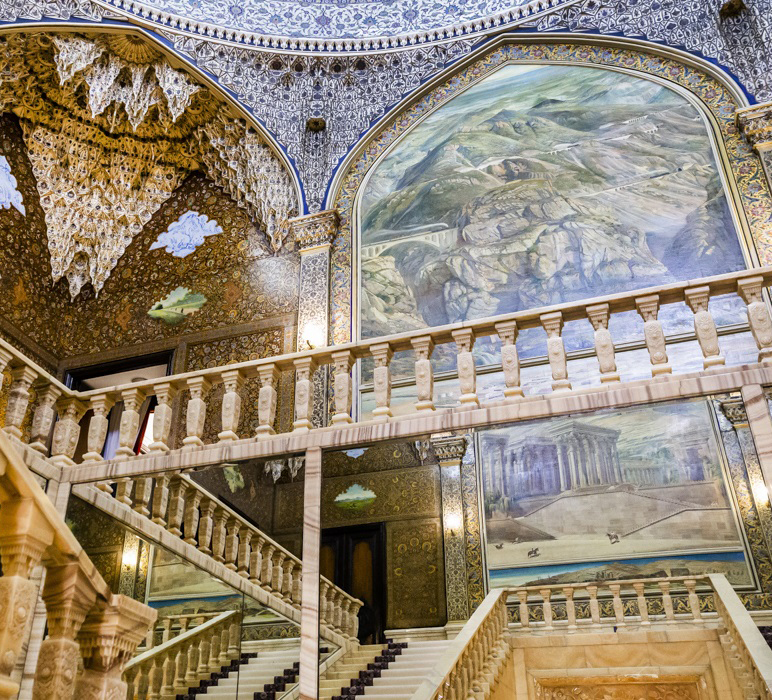
نقاشی هونمان در کاخ مرمر

آلبرت هونمان (به آلمانی: Albert Hunnemann) نقاش، مجسمه‌ساز و مرمت‌گر آلمانی بود که در زمینه آبرنگ و رنگ روغن فعالیت داشته است. از نقاشی‌های معروف وی می‌توان به دو تابلو رنگ روغن واقع در طبقه دوم کاخ مرمر تهران اشاره کرد. این نقاشی‌ها شامل یک اثر از تخت جمشید است که نماد سنت گرایی در دوره پهلوی اول یا رضاشاه است و در سال ۱۳۱۷ هجری شمسی کشیده شده و نقاشی روبروی آن نماد مدرنیته ایران در عصر پهلوی‌ست که شامل سه بخش پل ورسک و سه خط طلایی (راه‌آهن تهران شمال) و یک بندر (احتمالا بندر شاپور یا همان بندر امام خمینی امروزی یا بندر خارک) است. از این هنرمند اطلاعات زیادی در دسترس نیست، اما بناهای ایرانی و اسلامی دیگری نیز نقاشی کرده که از جمله آنها می‌توان به نقاشی‌ای از بادگیر یزد اشاره کرد. علی اکبر صنعتی و جعفر پتگر از شاگردان او بوده‌اند.
او سال ۱۳۱۶ هجری شمسی در استخدام اداره کل صناعت و معادن ایران بوده است.

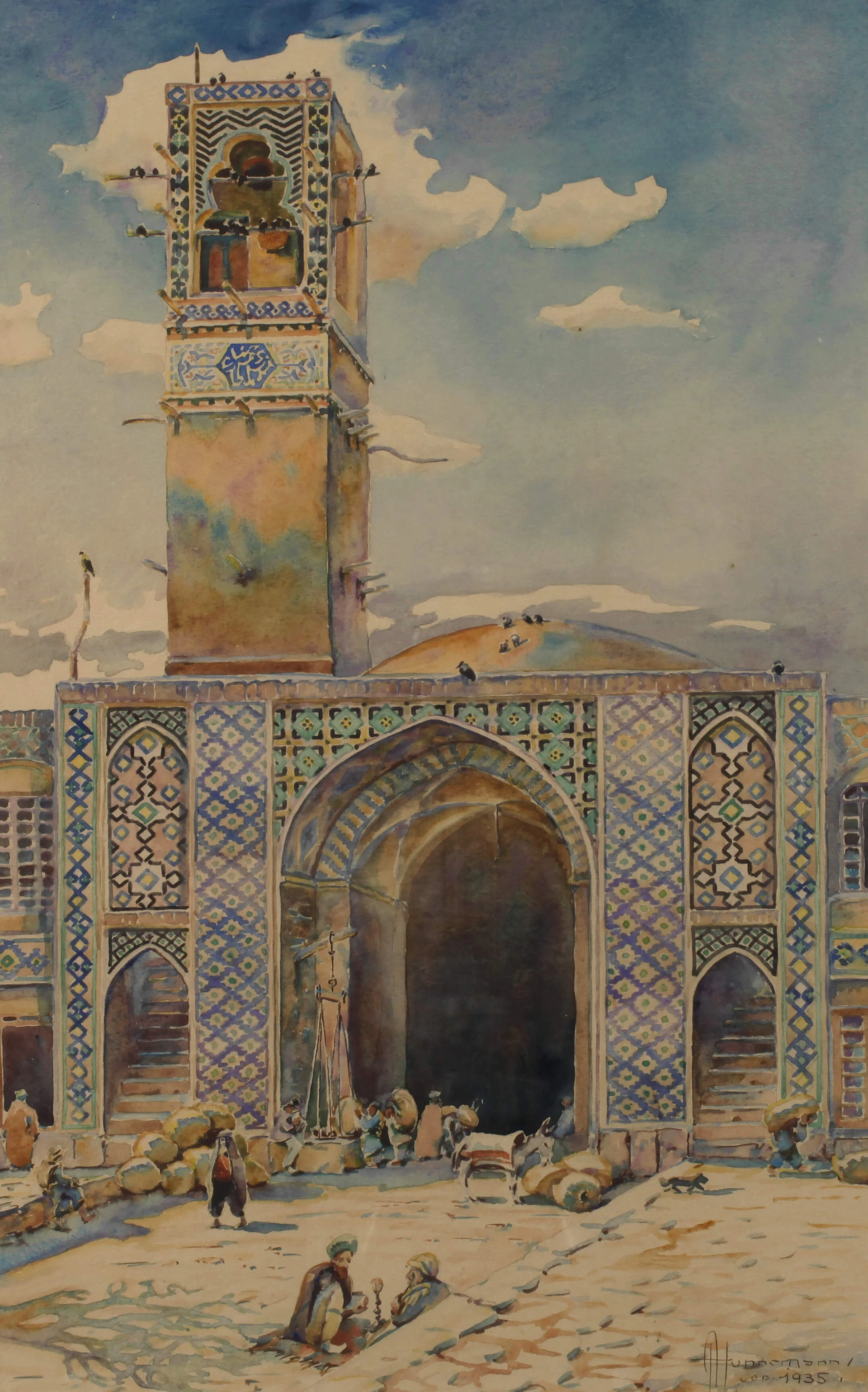
بادگیر یزد از آلبرت هونمان